# Bouhet
Bouhet est une commune française située dans le département de la Charente-Maritime (région Nouvelle-Aquitaine).
Ses habitants sont appelés les Bouhetais et les Bouhetaises.

## Géographie
Bouhet est une commune rurale arrosée par le Curé, petit fleuve côtier qui naît dans la commune de Saint-Georges-du-Bois et qui se jette dans l'océan Atlantique après avoir parcouru la plaine calcaire de l'Aunis et la partie méridionale du Marais poitevin dans un cours de 45 km.
À Bouhet commence la partie la plus méridionale du Marais poitevin, dans laquelle s'écoule les eaux du Curé.
Au Moyen Âge, les eaux du fleuve Curé étaient assez abondantes pour faire tourner les meules de deux moulins à eau dont celle du moulin Besson.

### Communes limitrophes
| Anais  | Le Gué-d'Alleré | Benon      |
|        | Bouhet          |            |
| Virson |                 | Puyravault |

## Urbanisme

### Typologie
Au 1er janvier 2024, Bouhet est catégorisée bourg rural, selon la nouvelle grille communale de densité à 7 niveaux définie par l'Insee en 2022.
Elle est située hors unité urbaine. Par ailleurs la commune fait partie de l'aire d'attraction de La Rochelle, dont elle est une commune de la couronne,. Cette aire, qui regroupe 72 communes, est catégorisée dans les aires de 200 000 à moins de 700 000 habitants,.

### Occupation des sols
L'occupation des sols de la commune, telle qu'elle ressort de la base de données européenne d’occupation biophysique des sols Corine Land Cover (CLC), est marquée par l'importance des territoires agricoles (89,9 % en 2018), une proportion sensiblement équivalente à celle de 1990 (90,6 %). La répartition détaillée en 2018 est la suivante : 
terres arables (74,2 %), prairies (8,7 %), forêts (7,4 %), zones agricoles hétérogènes (7 %), zones urbanisées (2,7 %). L'évolution de l’occupation des sols de la commune et de ses infrastructures peut être observée sur les différentes représentations cartographiques du territoire : la carte de Cassini (XVIIIe siècle), la carte d'état-major (1820-1866) et les cartes ou photos aériennes de l'IGN pour la période actuelle (1950 à aujourd'hui).

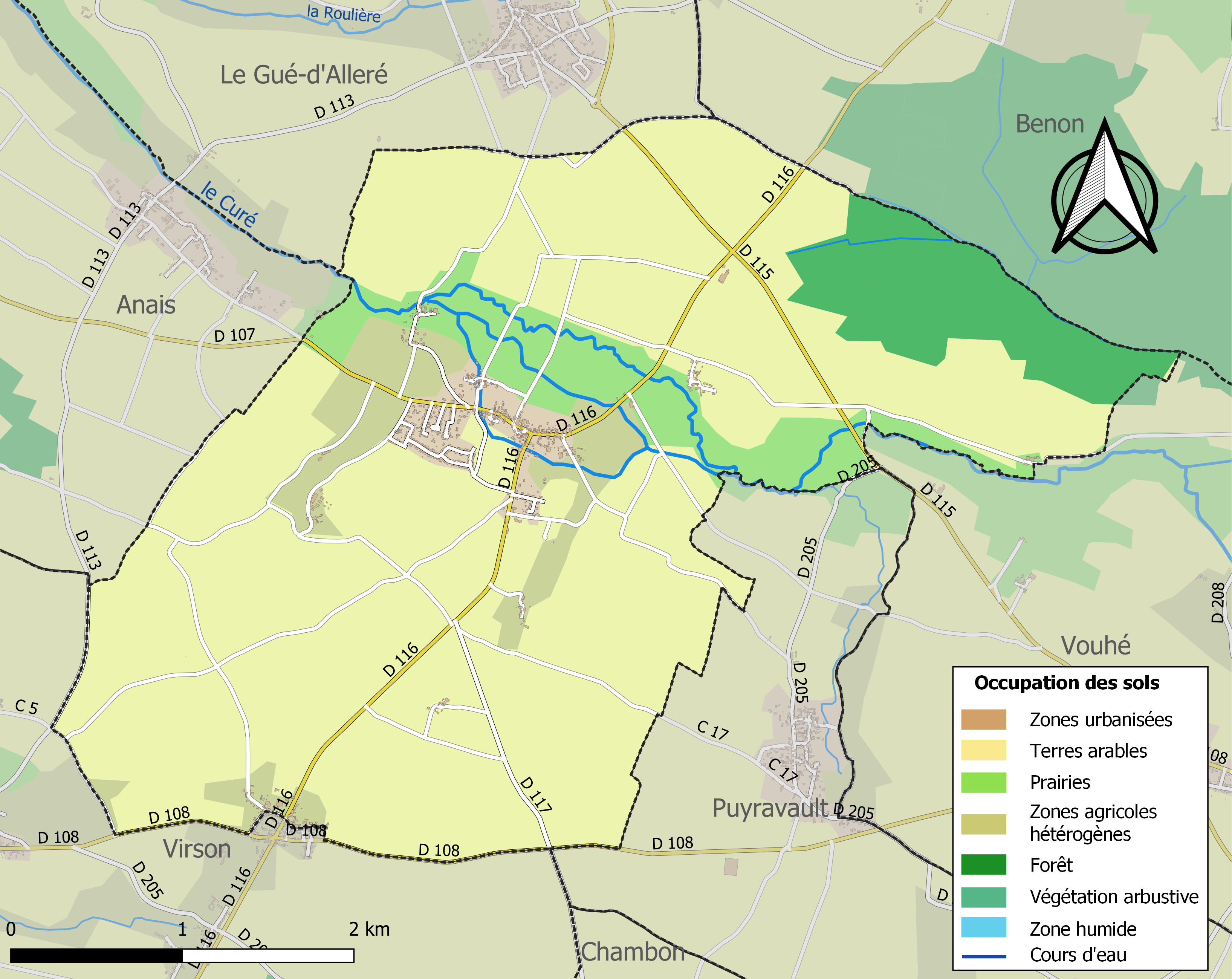
Carte des infrastructures et de l'occupation des sols de la commune en 2018 (CLC).

## Administration

### Liste des maires
| Période | Période | Identité          | Étiquette | Qualité                     |
| ------- | ------- | ----------------- | --------- | --------------------------- |
| 1900    | 1945    | René Maubaillarcq |           | armateur à La Rochelle      |
| 1965    | 1995    | Jean Drappeau     |           | Agriculteur                 |
| 1995    | 2008    | Francis Brandy    | SE        |                             |
| 2008    | 2014    | Nathalie Boucard  | SE        | Enseignante                 |
| 2014    | 2020    | Annie Soive       |           | Retraitée Fonction publique |
| 2020    |         | Christophe RAULT  | SE        | Retraité                    |

## Démographie

### Évolution démographique
L'évolution du nombre d'habitants est connue à travers les recensements de la population effectués dans la commune depuis 1793. Pour les communes de moins de 10 000 habitants, une enquête de recensement portant sur toute la population est réalisée tous les cinq ans, les populations de référence des années intermédiaires étant quant à elles estimées par interpolation ou extrapolation. Pour la commune, le premier recensement exhaustif entrant dans le cadre du nouveau dispositif a été réalisé en 2008.

En 2022, la commune comptait 910 habitants, en évolution de +1,79 % par rapport à 2016 (Charente-Maritime : +4,04 %, France hors Mayotte : +2,11 %).
| 1793 | 1800 | 1806 | 1821 | 1831 | 1836 | 1841 | 1846 | 1851 |
| ---- | ---- | ---- | ---- | ---- | ---- | ---- | ---- | ---- |
| 391  | 406  | 373  | 416  | 469  | 513  | 535  | 514  | 510  |

| 1856 | 1861 | 1866 | 1872 | 1876 | 1881 | 1886 | 1891 | 1896 |
| ---- | ---- | ---- | ---- | ---- | ---- | ---- | ---- | ---- |
| 542  | 551  | 535  | 521  | 497  | 469  | 442  | 409  | 456  |

| 1901 | 1906 | 1911 | 1921 | 1926 | 1931 | 1936 | 1946 | 1954 |
| ---- | ---- | ---- | ---- | ---- | ---- | ---- | ---- | ---- |
| 433  | 427  | 434  | 394  | 354  | 339  | 320  | 270  | 318  |

| 1962 | 1968 | 1975 | 1982 | 1990 | 1999 | 2006 | 2008 | 2013 |
| ---- | ---- | ---- | ---- | ---- | ---- | ---- | ---- | ---- |
| 313  | 303  | 277  | 377  | 390  | 410  | 656  | 725  | 848  |

| 2018 | 2022 | - | - | - | - | - | - | - |
| ---- | ---- | - | - | - | - | - | - | - |
| 911  | 910  | - | - | - | - | - | - | - |

### Pyramide des âges
La population de la commune est relativement jeune.
En 2018, le taux de personnes d'un âge inférieur à 30 ans s'élève à 37,6 %, soit au-dessus de la moyenne départementale (29 %). À l'inverse, le taux de personnes d'âge supérieur à 60 ans est de 15,7 % la même année, alors qu'il est de 34,9 % au niveau départemental.
En 2018, la commune comptait 461 hommes pour 450 femmes, soit un taux de 50,6 % d'hommes, largement supérieur au taux départemental (47,85 %).
Les pyramides des âges de la commune et du département s'établissent comme suit.
| Hommes | Classe d’âge | Femmes |
| ------ | ------------ | ------ |
| 0,0    | 90 ou +      | 0,7    |
| 3,3    | 75-89 ans    | 3,8    |
| 11,9   | 60-74 ans    | 11,8   |
| 19,1   | 45-59 ans    | 18,9   |
| 26,9   | 30-44 ans    | 28,7   |
| 13,4   | 15-29 ans    | 12,9   |
| 25,4   | 0-14 ans     | 23,3   |

| Hommes | Classe d’âge | Femmes |
| ------ | ------------ | ------ |
| 1,1    | 90 ou +      | 2,6    |
| 10,1   | 75-89 ans    | 12,6   |
| 22     | 60-74 ans    | 23,2   |
| 20,1   | 45-59 ans    | 19,7   |
| 16,1   | 30-44 ans    | 15,6   |
| 15,2   | 15-29 ans    | 12,7   |
| 15,4   | 0-14 ans     | 13,6   |

## Lieux et monuments

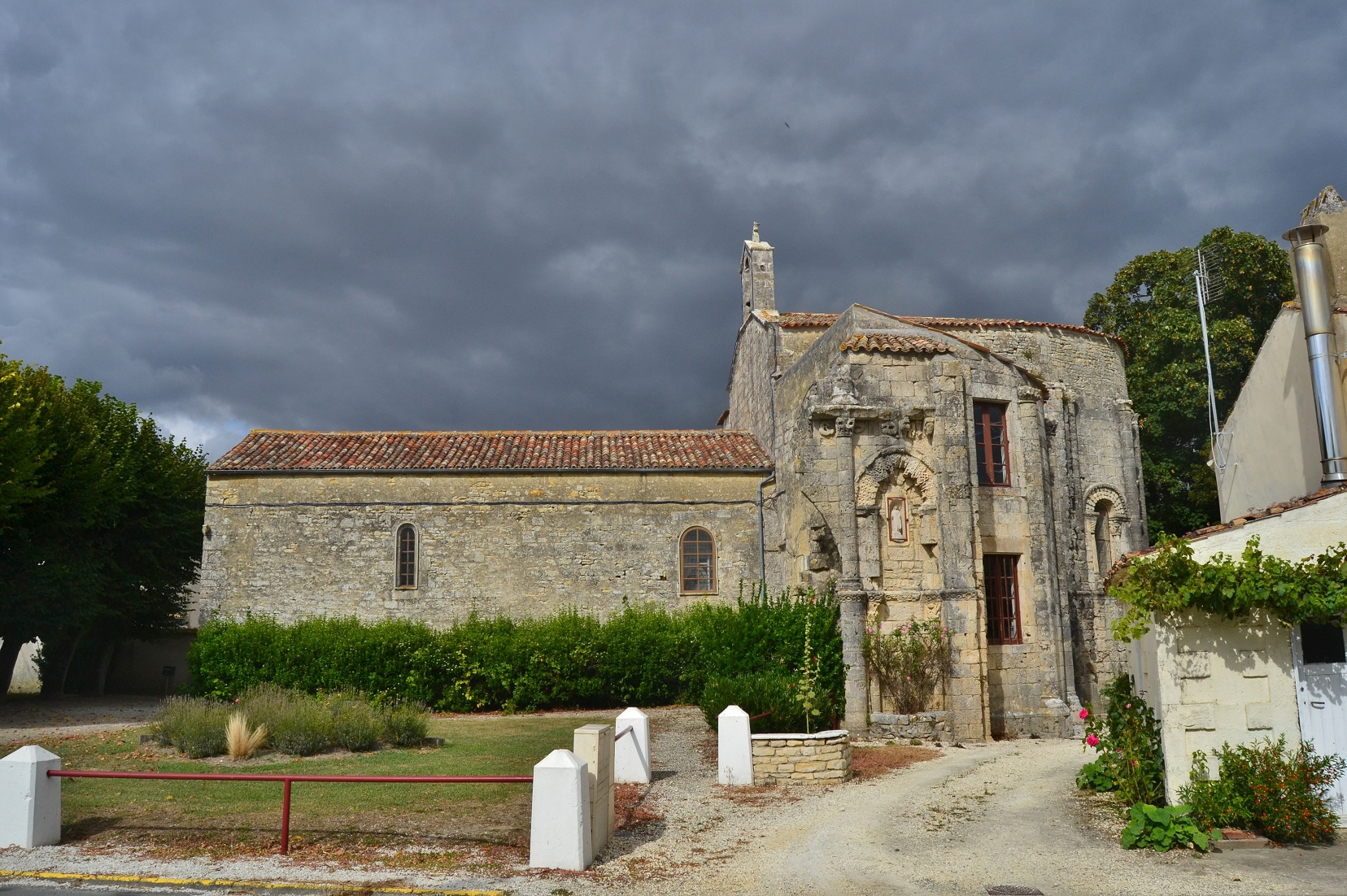
L'église Saint-Laurent.

- Église Saint-Laurent de Bouhet. Cette église romane du XIIe siècle était le prieuré clunisien dépendant de l’abbaye Saint-Jean de Montierneuf à Poitiers. Elle fut terriblement mutilée au cours des guerres de religion. Elle ne comprend pratiquement plus aujourd’hui que le chœur et l'absidiole sud qui est transformée en sacristie. Malgré ses mutilations, l’abside romane de Bouhet est réputée être une des plus belles de l’Aunis. L'église Saint-Laurent est classée monument historique par arrêté du 19 janvier 1911 sous le numéro PA00101629[14].